# Catoblepia rivalis
Catoblepia rivalis är en fjärilsart som beskrevs av Friedrich Wilhelm Niepelt 1911. Catoblepia rivalis ingår i släktet Catoblepia och familjen praktfjärilar. Inga underarter finns listade i Catalogue of Life.